# Рашуйка
Рашуйка (пол. Raszujka) — село в Польщі, у гміні Хожеле Пшасниського повіту Мазовецького воєводства.
Населення — 257 осіб (2011).
У 1975-1998 роках село належало до Остроленцького воєводства.

## Демографія
Демографічна структура станом на 31 березня 2011 року:
|          | Загалом | Допрацездатний вік | Працездатний вік | Постпрацездатний вік |
| -------- | ------- | ------------------ | ---------------- | -------------------- |
| Чоловіки | 135     | 27                 | 91               | 17                   |
| Жінки    | 122     | 20                 | 69               | 33                   |
| Разом    | 257     | 47                 | 160              | 50                   |